# Укубаев, Акфан Укубаевич
Акфан (Акпан) Укубаев (15 июня 1919, аул Алгабас, Акмолинский уезд, Акмолинская область, РСФСР — 5 октября 1963) — советский казахстанский партийный и государственный деятель, председатель Северо-Казахстанского сельского облисполкома (1963).

## Биография
Родился 15 июня 1919 года в ауле Алгабас Акмолинского уезда Акмолинской области.
В 1939 году окончил Алма-Атинский учётно-экономический техникум, в 1945 г. — Евпаторийскую высшую офицерскую школу РККА, в 1950 г. — Высшую партийную школу при ЦК КП(б) Казахстана, в 1950 г. — Казахский государственный педагогический институт имени Абая.
- 1939—1946 гг. — в РККА,
- 1946—1948 гг. — инструктор, заведующий группой Исполнительного комитета Акмолинского областного Совета,
- 1950—1952 гг. — заместитель председателя Исполнительного комитета Шортандинского районного Совета (Акмолинская область),
- 1952—1955 гг. — председатель Исполнительного комитета Есильского районного Совета (Акмолинская область),
- 1955—1961 гг. — первый секретарь Баранкульского районного комитета КП Казахстана (Акмолинская область — Целинный край),
- 1961—1963 гг. — второй секретарь Северо-Казахстанского областного комитета КП Казахстана,
- январь-октябрь 1963 г. — председатель исполнительного комитета Северо-Казахстанского сельского областного Совета.

В октябре 1963 г. погиб в автомобильной катастрофе. Похоронен на Старом мусульманском кладбище Петропавловска.

## Награды и звания
Награждён орденами Трудового Красного Знамени и Отечественной Войны II-й степени.